# Euschistospiza dybowskii
Euschistospiza dybowskii là một loài chim trong họ Estrildidae.